# 이야마역
이야마역(일본어: 飯山駅)은 일본 나가노현 이야마시에 위치한 동일본 여객철도의 철도역이다. 원래는, 호쿠리쿠 신칸센이 개통하기 전까지 이야마 선이 운행하고 있었으나, 2015년 3월 14일을 기점으로 호쿠리쿠 신칸센 가나자와역까지 개통하게 되면서 정차하게 되었다. 신칸센 승강장은 2면 2선의 상대식 승강장을 갖추고 있으며, 재래선인 이야마 선 승강장은 1면 2선의 섬식 승강장을 갖추고 있다.

## 타는 곳

### 호쿠리쿠 신칸센
| 11·12 | 호쿠리쿠 신칸센 | 상행 | 나가노 · 다카사키 · 도쿄 방면   |
| 13·14 | 호쿠리쿠 신칸센 | 하행 | 도야마 · 가나자와 · 쓰루가 방면 |

### 이야마 선
| 1 | ■ 이야마 선 | (상행) | 도요노 · 나가노 방면                              |
| 2 | ■ 이야마 선 | (하행) | 도가리노자와온센 · 도카마치 · 에치고카와구치 방면 |

## 이용 현황
| 연도     | 이용 현황 | 연도     | 이용 현황 |
| 2000년도 | 935       | 2007년도 | 606       |
| 2001년도 | 678       | 2008년도 | 612       |
| 2002년도 | 678       | 2009년도 | 597       |
| 2003년도 | 705       | 2010년도 | 572       |
| 2004년도 | 670       | 2011년도 | 577       |
| 2005년도 | 636       | 2012년도 | 577       |
| 2006년도 | 622       | 2013년도 | 609       |
| -------- | --------- | -------- | --------- |

## 역 주변
- 이야마 시청
- 이야마 시립 도서관
- 국도 제117호선
- 시나노강
- 이야마 적십자 병원

## 인접 역
| 동일본 여객철도·서일본 여객철도 호쿠리쿠 신칸센 | 동일본 여객철도·서일본 여객철도 호쿠리쿠 신칸센 | 동일본 여객철도·서일본 여객철도 호쿠리쿠 신칸센 |
| ----------------------------------------------- | ----------------------------------------------- | ----------------------------------------------- |
| 나가노 도쿄 방면                                |                                                 | 조에쓰묘코 가나자와 방면                        |
| 하치스 도요노 방면                              | 이야마 선                                       | 기타이야마 에치고카와구치 방면                  |